# 电磁辐射对健康的危害
电磁辐射可根据其电离原子及破坏化学键的能力分为两类: 电离辐射和非电离辐射。紫外线及更高频率的射线（如X射线、γ射线等）属于电离辐射，它们有其特殊的危害性，具体可参见辐射、急性辐射综合症和慢性辐射综合症等条目。就目前而言，生活中最为常见的一类辐射损伤是晒伤，该损伤每年导致超过一百万人患上皮肤癌。

## 危害的种类

### 电气危害
超高强度的电磁辐射可以感应产生足以对人畜造成电击的强大电流，并可导致电气设备过载和损坏。太阳风暴也是通过震荡磁场感生电流的方式对地面电气电子设备产生影响的，这会导致输变电设备的损坏甚至爆炸，造成灾难性的大规模停电（如发生在1989年3月的超强磁暴就导致加拿大魁北克地区大面积停电）以及干扰电磁信号（如广播、电视及电话信号等）。

### 火灾危害
当高强度电磁辐射所产生的感应电压超过周围介质（比如空气）的击穿电压时，感应电流就可以在介质中激发电火花（电弧）。这些电火花可以引燃周围的易燃物或易燃气体，甚至造成爆炸。
尤其是对于周围存放有爆炸物或军火弹药的场所而言，这是一种非常严重的安全威胁，因为高强度的电磁辐射所产生的电火花可能导致可怕的爆炸事故。这种潜在的风险被称作HERO，即电磁辐射对军械的危害（Hazards of Electromagnetic Radiation to Ordnance）。美军MIL-STD-464A标准就要求对系统中的HERO风险做出评估，美国海军的OD 30393号文件则为HERO风险的预防和控制提供了一些设计及实践原则。
另一方面，与燃料相关的电磁辐射危害被称作HERF，即电磁辐射对燃料的危害（Hazards of Electromagnetic Radiation to Fuel）。针对HERF风险，美国海军OP 3565号文件第1卷给出的估计是在225MHz频率下最大许可的电磁功率密度是0.09W/m²（大致相当于距离40W发射器4.2米处的功率密度）。

### 生物危害
关于电磁辐射的生物效应，目前人们了解的最为清楚的就是射频加热，譬如在高功率发射器工作期间接触其天线或者在其附近逗留都有可能造成严重的烧伤。微波炉正是利用这种效应对食物进行加热的。
这种加热效应与电磁辐射的功率及频率有关，具体强弱可用吸收辐射率（SAR）来度量，其单位是瓦/千克（W/kg）。为避免射频加热效应对人体产生损害，IEEE和许多政府监管部门都按照国际非电离辐射防护委员会（ICNIRP）的导则针对不同频率电磁辐射确立了以SAR描述的安全限值。
一些学术刊物和报告认为功率极弱的、无加热效应的电磁场也会对生物体产生复杂的生物效应（参见生物电磁学），其中包括超低频率的低功率电磁场、调制射频和微波。但到目前为止，学界对于无加热效应的极弱电磁场对生物体作用的基本机理仍缺乏足够的了解。
2009年，瑞士巴塞尔大学的F.Focke等人采用单细胞凝胶电泳分析法研究了电磁辐射对于人体细胞的影响，结果表明在间歇性发射的强度为1mT（10G）的50Hz电磁波影响下，人体细胞DNA断链的概率显著增加。不过需注意该项研究中电磁场照射剂量高于目前已制定的安全限值。

## 政府及科学团体立场

### 世界卫生组织
2011年5月，世界卫生组织下属的国际癌症研究机构发布的关于电磁场健康风险的评估报告认为，关于使用移动电话可导致神经胶质瘤与听神经瘤的证据十分有限，同时关于电磁场引起其他健康风险的证据也不够充分。其中“可能致癌”的表述往往被人误读为学界已经发现并确认了明确的健康风险，但事实上这一表述的含义是按照现有数据资料无法彻底地、结论性地排除这种可能性。

### 加拿大卫生部
“没有发现明确的、结论性的证据能够证明加拿大家庭和学校所处环境中（包括靠近输电线路的场所环境）的电磁场辐照水平可引起任何健康损害。”

### 比利时2014年关于移动电话的立法
比利时政府关于“联邦公共服务：健康、食品安全与环境”的网站上指出：
“2014年3月1日，移动电话的销售将适用新的法规。一方面，针对7岁以下少年儿童生产的移动电话将禁止销售；另一方面，所有销售手机的场所（包括线上电商和线下商场）都必须标明移动电话的SAR值”……“为何要标明这个量值？主要是作为一种预防手段，因为国际癌症研究机构于2011年发布的报告指出频繁使用移动电话有潜在的可能会增加罹患脑癌的概率，射频无线电也因此被国际癌症研究机构定为‘可能致癌物’。在学界得出清楚明确的科学结论之前我们需要采取一定的措施，立法的本意就是要引起移动电话用户对这一问题的关注。”

### 美国联邦标准
在美国联邦标准1037C中，美国政府采纳了以下定义：
电磁辐射的危害（RADHAZ）：由无线电发射器或天线产生的电磁辐射对周边军械、人员或燃料产生的超出已有安全限值或将当前水平增加到危险水平的危害；或者环境中的电磁辐射对人员、军械或燃料的既定任务或使用所带来的危害。这些危害主要由足够强度的电磁场以下方式产生：（a）感应足够强大的电流或足够高的电压激发弹药的电子引爆器或其他武器装备的电控爆炸装置；（b）对人畜的生理健康产生危害；（c）击穿介质产生足以引燃易燃物质的电火花。 —国防部军事及相关术语词典编辑部

## 电力输送
优势证据表明因电力输送而产生的低功率、低频率电磁辐射不会导致短期或长期的健康风险。尽管学者提出了一些关于电磁辐射致癌的生物机理（例如输电线路产生的电场可以吸引和集聚气溶胶污染物），但其中还没有一种机理得到证实。即便如此，还是有一些研究报道了电磁场与一系列不利的健康效应之间存在相关性，对此有学者认为二者并非真正相关，而是统计学上的相关不蕴涵因果。这些被提及的健康风险包括儿童白血病、成人白血病、神经退行性疾病（比如俗称“渐冻人症”的肌萎缩性脊髓侧索硬化症）、流产及阿兹海默症。一些研究则认为电磁辐射与肌萎缩性脊髓侧索硬化症、帕金森症或多发性硬化无关。

### 缓解措施
鉴于高架输电线路可能会有潜在的健康风险，一种应对措施是将其埋于地下。地下电缆周围的土壤和包容物可以显著地阻止输电线路产生的电场向外辐射，并大幅降低电缆辐射出的磁场强度。但不论如何，埋设地下电缆的成本还是要比高架输电线路高出数倍。

### 白血病与癌症

#### 支持电磁辐射与白血病/癌症无关的意见
1997年美国国家癌症研究所（IARC）在《新英格兰医学杂志》上发表了一份为期七年的流行病学调查的结论报告。这项研究调查了罹患儿童白血病的638位儿童和620位控制组对象，得出的结论是“几乎没有证据可以证明在较高的平均电磁场水平（时间加权平均）环境中生活会增加儿童罹患儿童白血病的风险”。在这份报告发布之后，美国能源部解散了电磁场研究与公众信息传播研究项目（RAPID），给出的理由是此项目已没有必要继续进行。
2005年加拿大联邦-省份-地方辐射防护委员会发表声明：“近来的一份对于多个流行病学调查的汇总分析报告指出，在平均磁场强度大于0.4µT的环境中生活的儿童罹患白血病的概率比其他儿童高出一倍。尽管如此，本委员会的观点是迄今为止的流行病学调查数据都不足以可靠地证明加拿大家庭（不论是否靠近输电线路）环境中的电磁辐射会导致儿童罹患白血病。”
2007年6月世界卫生组织发布了基于世卫组织工作组、IARC和ICNIRP相关研究课题的322号情况说明，其中综述了近来的若干研究成果。这份情况说明指出：“就公众日常所能接触到的超低频电场而言，没有证据证明其对人体健康能产生实质性的不良影响”；对于超低频磁场，该说明认为：“现有的证据不足以证明超低频磁场与儿童白血病之间存在因果关系”，“而对于其它儿童或成人的癌症等疾病，世卫组织工作组认为支持超低频磁场与这些疾病之间存在因果关系的证据比儿童白血病的相关证据还要更弱一些。对于某些癌症（比如乳腺癌），现有证据表明电磁场与其无关。”
按照印度国家物理实验室Lakshmikumar博士的说法，要在射频无线电和癌症（包括白血病）之间建立直接的因果关系就意味着“对普朗克黑体辐射定律及整个量子力学的彻底背弃。”
2010年M.Maslanyj等学者采用布拉德福德·希尔准则对现有的证据进行了校验，以了解这些证据是否支持减少电磁辐射照射剂量能够作为一种合理有效的针对微小且不确定的公众健康风险的预防手段。在汇总了所有数据之后，他们认为现有证据不足以确立“足够的相关性、剂量-反馈关系、生物合理性或生物一致性”。他们同时也指出只要学界还存在着对于数据的不同解释方法，有关这一问题的争议和矛盾就将一直持续下去。

#### 支持电磁辐射与白血病/癌症有关的意见
2001年I.C.Ahlbom等学者对电磁场与健康的关系进行了研究，结果发现在平均磁场强度大于0.4µT的环境中生活的儿童罹患白血病的概率比其他儿童高出一倍，但他们同时也指出“……这有一定可能是统计偏差。在没有明确的理论机理或可再现的实验证据支持下，学界很难对相关问题做出确切的解释。”
2002年P.Michelozzi等学者的研究发现居住地距离梵蒂冈广播电台发射塔的远近与白血病发病率之间存在相关性，但是“这项研究本身存在局限性，因为案例数据较少并且缺乏具体的照射剂量数据。”
2005年G.Draper等学者发现在高架输电线附近200（656英尺）距离内儿童白血病发病率要比平均水平高出70%，而在200至600（656至1,969英尺）距离内的发病率比平均水平高23%。他们认为“这一相关性可能只是巧合或统计混淆”，尤其是在200至600（656至1,969英尺）距离内的发病率数据，因为他们确知这一区域内磁场强度远低于0.4µT。英国布里斯托尔大学曾针对这些发病率的增长提出过一种可能的机理，即输电线附近的电场会吸引和集聚气溶胶污染物。

#### 其它结论
2001年10月世界卫生组织发布了关于超低频电磁场与癌症关系的263号情况说明。此说明指出根据IARC关于儿童白血病的类似评估，超低频电磁场属于“可能致癌物”；但其中同时也表明目前“没有足够的证据”能够确切地、结论性地将其它癌症与超低频电磁场关联起来。世卫组织稍后指出以上结论所依赖的证据的效力“因处理方法方面的问题而有所减弱”，因此“总的来说，关于儿童白血病的证据不足以支持确切的因果关系。”
2007年英国健康保护局发布报告指出英国43%的家庭因为受到地上或地下132kV以上输电线路的影响而出现超过0.4µT的磁场水平。

#### 英国SAGE报告
2004年英国卫生部成立了关于超低频电磁场健康效应的利益相关方咨询会员会（SAGE）以了解并预防输电线路的电磁场对于儿童白血病的潜在影响。2007年4月，该委员会发布了第一阶段中期评估报告 （页面存档备份，存于），认为居住地靠近输电线路的远近与儿童白血病发病率之间的关系已经确切到足够发布预防建议的程度，具体建议包括将新建的输电线路尽可能改为地下线路以及禁止在距离输电线路60（197英尺）以内建设新的住房。其中关于新建住房的限制措施并不是向政府提出的官方建议，因为对儿童白血病风险所做的成本效益分析表明其潜在效益不足以让政府发布相关条例；这项建议之所以被列入评估报告是因为如果后续研究表明其它健康风险也与输电线路电磁场相关的话，政府就有必要根据此建议发布限制新建住房的位置。

## 移动电话
随着移动电话用户的大幅增长（截止到2005年8月，全球共有20亿人使用移动电话），移动电话辐射和健康这个话题也越来越受到人们的关注。移动电话使用微波波段的电磁波进行通讯，一些人认为这可能对人体健康造成损害。这些担忧促使学界进行了大量的针对性研究（包括流行病学调查和实验研究，既有动物模型也有人体实验）。近来人们也开始陆续关注其他无线电子设备及系统（如无线网络）对人体健康的影响。
根据科学及医疗团体的一致意见，世界卫生组织发布声明指出移动电话及移动通讯基站造成健康损害（如头痛或致癌）的可能性微乎其微。不过，“IARC仍将射频电磁场列为可能致癌物（2B类致癌物）。该分类下的物质或环境可能与癌症之间存在可信的因果关系，但巧合、偏差及统计混淆等因素始终存在，因而无法建立确切合理的联系。"
物理学家Vasant Natarajan指出：“我们的确应该警觉现代化、工业化的生活方式让我们生活的世界中充满了致癌物——从食物中含有的杀虫剂到空气及水中的工业污染物等等。但我确信移动电话的电磁辐射不属于致癌物。”他认为移动电话的电磁辐射能量低于任何可能的致癌阈值，因此不会导致使用者罹患癌症。

## 照明

### 紧凑型荧光灯泡
当包裹荧光涂层的屏蔽保护层因安装错误等原因而出现损坏或破碎时，紧凑型的节能荧光灯可能会放射出达到危险水平的紫外线。这种情况下发生出的紫外线足以导致烧伤甚至引发皮肤癌。这种荧光灯泡之所以会产生紫外线，是由其发光机理决定的：先由灯泡中的蒸气退激发出不可见的紫外线，再由荧光涂层将紫外线转化为可见的荧光。

### LED路灯
- LED灯泡照射对于人体褪黑素合成的抑制作用是高压钠灯的五倍[54]。人们已知峰值波长在400-500nm左右的白光可以有效抑制松果体合成褪黑素，具体机理是白光干扰了人体的生物钟并导致睡眠周期的紊乱[55]。
- 人工夜灯对于人体（以及野生动物）会产生各种效应，例如直接或间接地影响人体心理及行为。其中很多领域尚未被人们所了解，照明工程学会（IES）也强调有必要对其进行进一步研究[56]。

## 不同频率电磁辐射对人体的影响
尽管大多数电磁辐射引起的急性病都可以很快地被确认为晒伤，但有关长期或职业性照射可能需要数月乃至数年才能产生可供辨识的健康效应。

### 超低频射频无线电
高功率的超低频射频无线电可以产生大致为数个kV/m的电场，目前人们已知这种电场可以在人体内感应出可感知的电流并导致令人不悦的刺痛感。通常情况下，这些体内产生的电流都可以通过与地面相接触的双脚或者人体与地面之间形成的电弧而流入大地。

### 微波
低于政府监管机构设定的SAR限值的微波辐照被认为是一种无害的非电离辐射，它对人体不会产生任何影响。但高于美国联邦通讯委员会设定限值的微波辐照则被认为具有潜在的危害性。美国国家标准学会（ANSI）为射频及微波设定的SAR安全辐照限值是4W/kg，高于该限值的辐照意味着人体吸收的能量已经足以产生有害的生理效应。为保险起见，最终推荐的保护导则采用了10倍的安全因子，将射频及微波的SAR阈值设定为0.4W/kg。关于射频辐射究竟要低到什么程度才属于“安全”，目前仍有不少分歧，比如俄罗斯和东欧国家针对射频及微波设定的SAR阈值就远低于西方国家。
人体中的眼睛和睾丸往往被人们怀疑最容易受到射频加热的影响，因为这两个器官相比之下都缺少足以散热的血液流量。实验室中的实验研究表明短期高水平射频照射（100-200 mW/cm²）可以导致兔子患上白内障。此外，实验中还发现高水平射频照射可能影响精子数量和精子活性，并因此导致暂时性的不育。
通过动物模型实验以及流行病学调查，人们已经发现长期高水平微波照射可导致白内障。其具体机理尚不清楚，但据推测可能包括射频加热影响了晶状体保护细胞蛋白质的热敏酶。另一张可能的机理是射频在眼房水中引发的压力波直接损坏了晶状体。
目前已知高功率的微波射频照射可导致皮肤烧灼感、微波听觉效应、中等规模的剧烈疼痛、微波烧伤以及皮肤水泡等。

### 毫米波
随着科技的进步，近来出现的应用于机场安保的毫米波扫描仪及应用于个人局域网络的WiGig使得SAR安全限值法规开始面向60GHz及微波以上波段。在此之前，这一波段的微波主要应用于点对点的卫星通讯，所产生的人体照射剂量极小。毫米波段的辐射水平相当于高频微波波段或接近红外部分波段的水平。

### 红外线
750nm以上波长的红外线可以影响人眼的晶状体。例如玻璃工人型白内障就是玻璃或钢铁工人因红外热辐照而罹患晶体异位的病症。长期裸眼观察烧红的玻璃或钢铁的工人们的眼睛还有可能患上其他类白内障的病变。
影响致病效果的另一个重要因素是工人与红外辐射源之间的距离。以电弧焊作业为例，红外辐射的强度随距离剧烈衰减，因此在距离焊接处3英尺的位置上红外线就不足以对人眼造成损伤，但焊接产生的紫外线仍会构成健康威胁。这就是为何焊接者必须佩戴染成深色的护目镜，而旁边的观察者却只需要佩戴能过滤紫外线的无色护目镜。

### 可见光
调制的高功率激光足以灼伤视网膜甚至是皮肤。为避免危害的发生，人们采取了多种保护措施，例如ANSI的Z136标准和IEC的60825标准都按照功率和波长对激光进行了分类，这些标准规范同时也规定了相应的安全措施，例如给激光器增加安全警告标志，要求激光使用人员必须佩戴专门的护目镜等等（参见激光安全）。
除了红外线和紫外线之外，焊接作业还会产生剧烈的可见亮光，这可能会导致暂时性的闪光盲。一些资料认为在没有合适的安全保护的情况下，不存在所谓裸眼观察焊接作业的最小安全距离。

### 紫外线
短期（数小时）强烈的紫外线照射可以导致晒伤。
紫外线（特别是其中UV-B）已被证实可以导致白内障，同时一些证据表明年轻或幼年时佩戴太阳眼镜可以减缓老年时白内障病症的发展。地球大气层能够过滤掉大部分来自太阳的紫外线，因此经常在高空大气中飞行的飞行员因为接受紫外线照射剂量较高的缘故往往更容易罹患白内障。有学者认为臭氧层空洞所导致的地面紫外线强度升高会增加今后白内障的发病率。需注意人眼晶状体可自行过滤掉紫外线，因此如果晶状体被外科手术摘除，则人眼应当可以直接看到紫外线。
长期的阳光紫外线照射可能导致黑色素瘤或其他皮肤恶性肿瘤。现有证据可靠地证明了紫外线（特别是其中段的UV-B）是导致绝大多数非黑瘤皮肤癌（世界上最为常见的一类癌症）的最主要致病因素。紫外线还能引起皱纹、雀斑和痣等皮肤问题。紫外线的损害是终生累积的，因此某些危害在照射后可能不会立即显现。
300nm以下的紫外线辐射（光化射线）能够杀伤角膜上皮细胞，这种损伤在高海拔地区以及雪原、湖泊或沙漠等易反射阳光的环境中非常常见。与之类似，焊接作业所产生的紫外线也能够伤害角膜并导致光性角膜炎。

### X射线
包括X射线在内的电离辐射都可导致白内障 。正对晶状体的500-800拉德X射线辐照剂量即可引起白内障，在某些情况下晶状体浑浊可能要等照射后数月至一年左右才会显现。
X射线装置使用中一个最主要的潜在危害就是局部皮肤受照后产生的烧伤。根据相对较大面积的X射线皮肤烧伤病例推算，大约300拉德（3戈瑞）的辐照剂量就可以导致可见的皮肤红肿；大约1500拉德（15戈瑞）的剂量可以产生带有水泡的严重烧伤；当剂量达到3000拉德（30戈瑞）时，辐照所导致的烧伤就需要采取植皮手术或截肢处理。这种烧伤症状根据剂量的不同，可能需要一到数周的病程发展。
备注：截止到2014年，市面上还没有针对50eV至10keV区间软X射线的商品化探测器。

### γ射线
高剂量的γ射线或其他电离辐射可以导致大量细胞损伤和死亡。人们对于高剂量电离辐射影响的认识主要来自于对第二次世界大战期间广岛和长崎原子弹爆炸幸存者的流行病学调查数据。这些数据表明受辐照者患癌概率明显高于常人，并且罹患癌症的概率随着受照剂量的升高而升高。
大于5戈瑞的一次性高能射线全身照射通常会导致受照者在14天内死亡。这个量值相当于一个75千克的成年人吸收375焦耳的能量（大致相当于20mg蔗糖所包含的化学能）。对于辐射剂量而言，戈瑞是一个很大的单位，因此辐照医学中经常使用毫戈瑞（mGy）作为单位。
根据对接受放射治疗的患者的跟踪调查，受照剂量超过1戈瑞时就会出现脱发；一次性接收10戈瑞的剂量即可出现永久性的脱发，但如果分次进行照射，则总剂量达到45戈瑞时才会导致永久脱发。唾液腺和泪腺能够承受的剂量限值是总共30戈瑞（每次2戈瑞），但通常头颈部癌症治疗时所用的辐照剂量都超过了这个值，因此接受治疗的患者会感到口干和眼干，这可能会成为令人苦恼的长期折磨并严重影响患者的生活质量。与之类似，受照皮肤的汗腺将会停止分泌汗液，而接受盆腔放疗的妇女也往往会受到阴道粘膜干燥的困扰。对卵巢进行8戈瑞剂量以上的辐照可导致永久性的不孕。

### 一般性的射频辐照
加拿大健康与福利部安全法第6条推荐将100kV/m作为脉冲电磁场的电场强度限值以避免空气击穿和产生电火花。根据实验室研究的结果，该法规还附加了合理限制以避免实验室中大鼠曾出现过的微波听觉效应或因电磁能量导致的神志昏迷。